# Fiona Ross
Fiona Mary Ross, CBE née le 23 octobre 1951 à Londres, en Angleterre, est une universitaire britannique, professeur de soins infirmiers et gérontologie, En 2015, Ross a été nommée Commandeur de l'Ordre de l'Empire britannique (CBE) «pour services rendus aux soins infirmiers»,.

## Formation
Elle a fait ses études à la James Allen's Girls' School à Dulwich, Londres. Elle obtient une licence (1973) en sciences sociales et les sciences infirmières à l'Université d'Édimbourg puis un doctorat en sciences infirmières au King's College de Londres en 1987,.

## Carrière
Ross fut directrice de la National Nursing Research Unit au King's College de Londres (2002-2005) puis professeur de recherche en santé à l'Université de Kingston et à St George's, Université de Londres et directrice de recherche à la Leadership Foundation for Higher Education (en). Elle est membre du Queen's Nursing Institute (en) et membre de l'Académie européenne des sciences infirmières.